# Terak
Terak is een bestuurslaag in het regentschap Bangka Tengah van de provincie Bangka-Belitung, Indonesië. Terak telt 4548 inwoners (volkstelling 2010).